# Raoul Petretta
Raoul Petretta (Rheinfelden, 24 marzo 1997) è un calciatore italiano con cittadinanza tedesca, difensore del Toronto FC.

## Biografia
È nato a Rheinfelden da genitori campani, provenienti da Volturara Irpina ed emigrati in Germania dopo il terremoto del 1980.

## Caratteristiche tecniche
Terzino sinistro di piede mancino, veloce e con spiccate doti offensive, può essere schierato in una difesa a 4 e anche come esterno in un centrocampo a 5; dotato di grande personalità e con buone capacità tecniche, è abile nel fornire assist ai compagni.

## Carriera

### Club
Cresciuto nel settore giovanile del Basilea, con cui ha iniziato a giocare a calcio all'età di 8 anni, ha esordito in prima squadra il 4 febbraio 2017, giocando da titolare la partita vinta per 4-0 contro il Lugano. Il 16 febbraio firma il primo contratto da professionista con la squadra svizzera, legandosi ai rossoblù con un triennale.
Il 27 settembre 2017 esordisce, da titolare, in Champions League nel match vinto in casa contro il Benfica (5-0).
Il 14 ottobre segna il suo primo goal in massima serie in occasione di una vittoria in trasferta contro  il Lugano (0-4).
Il 21 febbraio 2020 realizza il suo primo goal nelle competizioni europee, in Europa League, sbloccando la partita d’andata dei sedicesimi di finale contro l'Apoel Nicosia (0-3).
Il 3 luglio 2022 viene acquistato dal Kasımpaşa.
Il 24 gennaio 2023 viene ingaggiato dal Toronto FC, con cui firma un contratto triennale: diventa così il quinto giocatore italiano a vestire la maglia della formazione canadese, dopo Sebastian Giovinco, Lorenzo Insigne, Federico Bernardeschi e Domenico Criscito.

### Nazionale
Il 2 novembre 2017 ottiene la prima convocazione con la Nazionale Under-21, venendo chiamato da Luigi Di Biagio per l'amichevole contro la Russia del 14 novembre, ma dovendo rinunciare a causa di un infortunio muscolare. Esordisce il 25 maggio 2018, nella partita amichevole persa 3-2 contro il Portogallo.

## Statistiche

### Presenze e reti nei club
Statistiche aggiornate al 5 ottobre 2024.
| Stagione          | Squadra           | Campionato        | Campionato | Campionato | Coppe nazionali | Coppe nazionali | Coppe nazionali | Coppe continentali | Coppe continentali | Coppe continentali | Altre coppe | Altre coppe | Altre coppe | Totale | Totale |
| Stagione          | Squadra           | Comp              | Pres       | Reti       | Comp            | Pres            | Reti            | Comp               | Pres               | Reti               | Comp        | Pres        | Reti        | Pres   | Reti   |
| ----------------- | ----------------- | ----------------- | ---------- | ---------- | --------------- | --------------- | --------------- | ------------------ | ------------------ | ------------------ | ----------- | ----------- | ----------- | ------ | ------ |
| 2015-2016         | Basilea II        | PL                | 14         | 0          | -               | -               | -               | -                  | -                  | -                  | -           | -           | -           | 14     | 0      |
| 2016-2017         | Basilea II        | PL                | 24         | 1          | -               | -               | -               | -                  | -                  | -                  | -           | -           | -           | 24     | 1      |
| 2017-2018         | Basilea II        | PL                | 6          | 0          | -               | -               | -               | -                  | -                  | -                  | -           | -           | -           | 6      | 0      |
| 2018-2019         | Basilea II        | PL                | 2          | 0          | -               | -               | -               | -                  | -                  | -                  | -           | -           | -           | 2      | 0      |
| 2021-2022         | Basilea II        | PL                | 1          | 0          | -               | -               | -               | -                  | -                  | -                  | -           | -           | -           | 1      | 0      |
| Totale Basilea II | Totale Basilea II | Totale Basilea II | 47         | 1          |                 | -               | -               |                    | -                  | -                  |             | -           | -           | 47     | 1      |
| 2016-2017         | Basilea           | SL                | 5          | 0          | CS              | -               | -               | UCL                | -                  | -                  | -           | -           | -           | 5      | 0      |
| 2017-2018         | Basilea           | SL                | 17         | 1          | CS              | 3               | 0               | UCL                | 5                  | 0                  | -           | -           | -           | 25     | 1      |
| 2018-2019         | Basilea           | SL                | 21         | 1          | CS              | 3               | 0               | UCL+UEL            | 1+4                | 0+0                | -           | -           | -           | 29     | 1      |
| 2019-2020         | Basilea           | SL                | 27         | 1          | CS              | 5               | 0               | UCL+UEL            | 2+10               | 0+1                | -           | -           | -           | 44     | 2      |
| 2020-2021         | Basilea           | SL                | 26         | 3          | CS              | 1               | 0               | -                  | -                  | -                  | -           | -           | -           | 27     | 3      |
| 2021-2022         | Basilea           | SL                | 13         | 1          | CS              | 1               | 1               | UECL               | 8                  | 1                  | -           | -           | -           | 22     | 3      |
| Totale Basilea    | Totale Basilea    | Totale Basilea    | 109        | 7          |                 | 13              | 1               |                    | 30                 | 2                  |             | -           | -           | 152    | 10     |
| 2022-gen. 2023    | Kasımpaşa         | SL                | 9          | 1          | TK              | 3               | 0               | -                  | -                  | -                  | -           | -           | -           | 12     | 1      |
| 2023              | Toronto FC        | MLS               | 24         | 0          | CC              | 0               | 0               | -                  | -                  | -                  | LC          | 2           | 0           | 26     | 0      |
| 2024              | Toronto FC        | MLS               | 27         | 1          | CC              | 3               | 0               | -                  | -                  | -                  | LC          | 3           | 0           | 33     | 1      |
| Totale Toronto FC | Totale Toronto FC | Totale Toronto FC | 51         | 1          |                 | 3               | 0               |                    | -                  | -                  |             | 5           | 0           | 59     | 1      |
| Totale carriera   | Totale carriera   | Totale carriera   | 216        | 10         |                 | 19              | 1               |                    | 30                 | 2                  |             | 5           | 0           | 270    | 13     |

### Cronologia presenze e reti in nazionale
| Cronologia completa delle presenze e delle reti in nazionale ― Italia under 21 | Cronologia completa delle presenze e delle reti in nazionale ― Italia under 21 | Cronologia completa delle presenze e delle reti in nazionale ― Italia under 21 | Cronologia completa delle presenze e delle reti in nazionale ― Italia under 21 | Cronologia completa delle presenze e delle reti in nazionale ― Italia under 21 | Cronologia completa delle presenze e delle reti in nazionale ― Italia under 21 | Cronologia completa delle presenze e delle reti in nazionale ― Italia under 21 | Cronologia completa delle presenze e delle reti in nazionale ― Italia under 21 |
| Data                                                                           | Città                                                                          | In casa                                                                        | Risultato                                                                      | Ospiti                                                                         | Competizione                                                                   | Reti                                                                           | Note                                                                           |
| ------------------------------------------------------------------------------ | ------------------------------------------------------------------------------ | ------------------------------------------------------------------------------ | ------------------------------------------------------------------------------ | ------------------------------------------------------------------------------ | ------------------------------------------------------------------------------ | ------------------------------------------------------------------------------ | ------------------------------------------------------------------------------ |
| 25-5-2018                                                                      | Estoril                                                                        | Portogallo under 21                                                            | 3 – 2                                                                          | Italia under 21                                                                | Amichevole                                                                     | -                                                                              | 68’                                                                            |
| Totale                                                                         |                                                                                | Presenze                                                                       | 1                                                                              |                                                                                | Reti                                                                           | 0                                                                              |                                                                                |

## Palmarès

### Club

#### Competizioni nazionali
- Campionato svizzero: 1

Basilea: 2016-2017
- Coppa Svizzera: 2

Basilea: 2016-2017, 2018-2019